# William Comstock

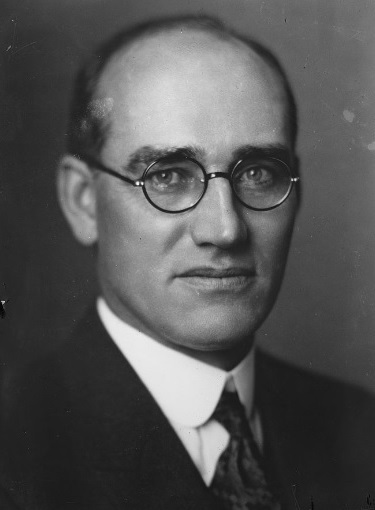
William Comstock.

William Alfred Comstock, född 2 juli 1877 i Alpena, Michigan, död 19 juni 1949 i Detroit, var en amerikansk demokratisk politiker. Han var guvernör i delstaten Michigan 1933–1935.
Comstock utexaminerades 1899 från University of Michigan och var sedan verksam inom fastighets-, bank- och järnvägsbranscherna. Han var borgmästare i Alpena 1913–1914 och ordförande för demokraterna i Michigan 1920–1924.
Efter tre förlorade guvernörsval lyckades Comstock slutligen som demokraternas kandidat i valet 1932. Fred Green hade besegrat honom två gånger och Wilber M. Brucker i guvernörsvalet 1930. Andra försöket mot Brucker var framgångsrikt och under Comstocks mandatperiod som guvernör fick Michigan för första gången en lag om mervärdesskatt.
Anglikanen och frimuraren Comstock gravsattes på Evergreen Cemetery i Alpena.